# Nesticella brevipes
Nesticella brevipes är en spindelart som först beskrevs av Takeo Yaginuma 1970.  Nesticella brevipes ingår i släktet Nesticella och familjen grottspindlar. Inga underarter finns listade i Catalogue of Life.